# Faggeto Lario
Faggeto Lario – miejscowość i gmina we Włoszech, w regionie Lombardia, w prowincji Como.
Według danych na rok 2004 gminę zamieszkiwały 1172 osoby, 65,1 os./km².